# Nicole Bunyan
Nicole Shivonne Bunyan (* 22. November 1993 in Victoria) ist eine kanadische Squashspielerin.

## Karriere
Nicole Bunyan begann ihre professionelle Karriere in der Saison 2016 auf der PSA World Tour und gewann auf dieser bislang einen Titel. Ihre höchste Platzierung in der Weltrangliste erreichte sie mit Rang 39 am 3. Oktober 2022. Mit der kanadischen Nationalmannschaft nahm sie 2022 und 2024 an der Weltmeisterschaft teil. Bei den Panamerikanischen Spielen 2023 in Santiago de Chile gewann sie sowohl mit George Crowne im Mixed als auch mit der Mannschaft die Silbermedaille. 2023 wurde sie mit der Mannschaft Vizepanamerikameisterin, im Jahr darauf gelang ihr sowohl im Einzel als auch mit der Mannschaft der Titelgewinn. 2025 wurde sie kanadische Meisterin.
Sie studierte in den Hauptfächern Evolutionsbiologie und Ökologie an der Princeton University, für die sie auch im College Squash aktiv war.

## Erfolge
- Panamerikameisterin: 2024
- Panamerikameisterin mit der Mannschaft: 2024
- Gewonnene PSA-Titel: 1
- Panamerikanische Spiele: 2 × Silber (Mixed und Mannschaft 2023)
- Kanadische Meisterin: 2025